# Зике
Зике (њем. Syke) град је у њемачкој савезној држави Доња Саксонија. Једно је од 47 општинских средишта округа Дипхолц. Према процјени из 2010. у граду је живјело 24.425 становника. Посједује регионалну шифру (AGS) 3251041.

## Географски и демографски подаци
Зике се налази у савезној држави Доња Саксонија у округу Дипхолц. Град се налази на надморској висини од 22 метра. Површина општине износи 127,9 km². У самом граду је, према процјени из 2010. године, живјело 24.425 становника. Просјечна густина становништва износи 191 становника/km².

## Међународна сарадња
| Мјесто | Држава    | Врста сарадње | Од    |
| ------ | --------- | ------------- | ----- |
|        | Пољска    | партнерство   | 2006. |
|        | Француска | партнерство   | 1973. |
| Извор  |           |               |       |